# Yueyang
Yueyang (pinyin : yuèyáng shì) est une ville-préfecture du nord-est de la province du Hunan en Chine.

## Tourisme
Le parc paysager de la tour de Yueyang est intégré dans la liste des sites historiques et culturels majeurs protégés au niveau national depuis 1988.

## Économie
En 2004, le PIB total a été de 59,1 milliards de yuans, et le PIB par habitant de 11 738 yuans.

## Subdivisions administratives
La ville-préfecture de Yueyang exerce sa juridiction sur neuf subdivisions - trois districts, deux villes-districts et quatre xian :
- le district de Yueyanglou - 岳阳楼区, Yuèyánglóu qū ;
- le district de Junshan - 君山区, Jūnshān qū ;
- le district de Yunxi - 云溪区, Yúnxī qū ;
- la ville-district de Miluo - 汨罗市, Mìluó shì ;
- la ville-district de Linxiang - 临湘市, Línxiāng shì ;
- le xian de Yueyang - 岳阳县, Yuèyáng xiàn ;
- le xian de Huarong - 华容县, Huáróng xiàn ;
- le xian de Xiangyin - 湘阴县, Xiāngyīn xiàn ;
- le xian de Pingjiang - 平江县, Píngjiāng xiàn.

## Transports

### Aérien
L'aéroport Yueyang-Sanhe 岳阳三荷机场, situé sur le canton de Sanhe (三荷乡) dont la construction a été approuvée en 2013, était prévu, en 2015 pour ouvrir en 2017. Il sera, à son ouverture, le principal aéroport civil de la ville-préfecture.

## Jumelages
- Numazu (Japon) depuis 1985
- Titusville (États-Unis) depuis 1988
- Castlegar (Canada) depuis 1992
- Stara Zagora (Bulgarie) depuis 1992
- Cité de Cockburn (Australie) depuis 1998
- Cupertino (États-Unis) depuis 2005
- Salinas (États-Unis) depuis 2010